# Thérapie par la nature
 (mai 2023).
La thérapie par la nature regroupe un ensemble de pratiques censées favoriser le bien être d'une personne grâce à un contact prolongé avec un milieu naturel non (ou peu) anthropisé. Elles sont considérées comme des médecines alternatives bien que prises de plus en plus en compte par la médecine conventionnelle.

## Histoire
Au 6e siècle avant notre ère, Cyrus le Grand a planté un jardin au milieu d'une ville pour améliorer la santé humaine. Au 16e siècle de notre ère, Paracelse a écrit : « L'art de guérir vient de la nature, pas du médecin ». 
À la fin du XIXe siècle, un mouvement romantique et de « retour à la nature » en Allemagne et aux États-Unis a promu l'idée qu'être pieds nus à l'extérieur, même par temps froid était bénéfique pour la santé.[réf. nécessaire]
Dans les années 1950, des scientifiques se sont penchés sur les raisons pour lesquelles les gens choisissaient de passer du temps dans la nature. 
Le Shinrin-yoku (森林浴) ou bain de forêt a été inventé par le chef du ministère japonais de l'Agriculture, des Forêts et de la Pêche, Tomohide Akiyama, en 1982 pour encourager les visiteurs à se rendre dans les forêts,,,.

## Effets sur la santé

### Humeur
Une personne se détend lorsqu'elle passe du temps dans la nature. 120 minutes hebdomadaires dans la nature pourraient améliorer la santé et le bien-être. Cinq minutes seulement dans un cadre naturel améliorent l'humeur, l'estime de soi et la motivation. La thérapie par la nature a probablement pour avantage de réduire le stress et d'améliorer l'humeur d'une personne,.
La thérapie par la forêt a été liée à certains avantages physiologiques, comme l'indiquent la neuro-imagerie et le test psychologique Profile of mood states (en).
La thérapie par l'horticulture a été liée au bien-être général en stimulant l'humeur positive et en permettant d'échapper aux facteurs de stress de la vie quotidienne.

### Stress et dépression
L'interaction avec la nature peut diminuer le stress et la dépression,. La thérapie par la forêt pourrait aider à gérer le stress pour tous les groupes d'âge.
L'horticulture sociale pourrait aider à lutter contre la dépression et d'autres problèmes de santé mentale tels que le SSPT, la maltraitance, les personnes âgées seules, les toxicomanes ou les alcooliques, les aveugles et d'autres personnes ayant des besoins particuliers. La thérapie par la nature pourrait également améliorer l'autogestion, l'estime de soi, les relations et les compétences sociales, la conscience sociopolitique et l'employabilité. La thérapie par la nature pourrait réduire l'agressivité et améliorer les compétences relationnelles. 

### Autres avantages possibles
La thérapie par la nature pourrait contribuer au rétablissement médical général, à la réduction de la douleur, au trouble du déficit de l'attention/hyperactivité, à la démence, à l'obésité et à la carence en vitamine D. 

## Typologie des pratiques

### Contact avec la nature
En Finlande, les chercheurs recommandent de passer cinq heures par mois dans la nature pour réduire la dépression, l'alcoolisme et le suicide.La Corée du Sud a un programme de thérapie par la nature pour les pompiers souffrant de stress post-traumatique. 

### Sylvothérapie
La sylvothérapie est une thérapie basée sur la contact avec la nature plus spécifiquement centrée sur la forêt. La thérapie par la forêt est soutenue par l'État au Japon. 
Une étude de revue systématique de 2012 a montré des résultats non concluants liés à la méthodologie utilisée dans les études. Passer du temps dans les forêts a démontré des effets positifs sur la santé, mais pas suffisamment pour générer des directives de pratique clinique ou démontrer la causalité.

### Mise à la terre
La connexion à la terre (grounding ou earthing en anglais) est une technique de médecine non conventionnelle défendue par Paweł et Karol Sokal consistant à dormir, ou effectuer des activités (ou une convalescence) en touchant la terre (ou mise à la terre). Ce contact, assuré par les pieds nus en contact d'un sol humide, ou via un élément conducteur métallique relié d'une part au corps humain et d'autre part à une prise de terre, « reconnecterait électriquement » le patient à celle-ci et modifierait plusieurs paramètres physiologiques pour accélérer une guérison, atténuer la douleur ou faciliter le sommeil. Le potentiel électrique du corps serait alors égal au potentiel électrique local du sol (potentiel qui, peut varier selon l'emplacement, la météo, les conditions atmosphériques, le taux d'humidité du sol).
Cette technique n'a pas été validée scientifiquement : si des études disparates, pour la plupart effectuées par les promoteurs de la méthode, ont montré des effets positifs, aucune méta-analyse indépendante n'a été menée et aucune étude scientifique n'a apporté la moindre preuve de l'efficacité de cette méthode ou de sa valeur théorique.
De nombreuses procédures d'électrothérapie découlent des premiers travaux scientifiques sur l'électricité, notamment portées par trois ouvrages du physicien et abbé Pierre Bertholon de Saint-Lazare :
- De l'Électricité du corps humain dans l'état de santé et de maladie, ouvrage dans lequel on traite de l'électricité de l'atmosphère, de son influence & de ses effets sur l'économie animale. &c. &c 1780 ;
- De l'Électricité des végétaux 1783 ;
- De l'Électricité du corps humain dans l'état de santé et de maladie, 2 volumes, 1786.

Dans les années 1920, un médecin anglais (Georges Starr White), à Londres s'est intéressé aux effets de l'orientation du corps du dormeur (ou d'animaux tels que volailles dans le poulailler ou vaches dans l'étable) par rapport aux points cardinaux, et au sommeil dans un lit connecté au sol par un fil de cuivre (après avoir écouté des patients disant ne pas dormir correctement « à moins d'être à terre ou d'être reliés au sol d'une manière ou d'une autre » (via un fil de cuivre attachés à des tuyaux d'eau, de gaz ou de radiateur mis à la terre par exemple). Il concluait de divers constats que ces méthodes amélioraient grandement le sommeil, y compris chez un patient qui avait antérieurement besoin d'un médicament opiacé pour dormir.
À la fin du XXe siècle, des personnalités dont Clinton Ober, qui se présente comme un homme d'affaires autodidacte, reconverti à 53 ans dans la recherche sur ce sujet, après un problème de santé et une révélation, ou les médecins K. Sokal et P. Sokal jugent, sans preuves scientifiques,  que la mise à la terre du corps humain représente un « facteur de régulation universel dans la nature ».  Elle leur semble offrir un effet modulateur important sur les maladies chroniques rencontrées quotidiennement dans leur pratique clinique. Ces affirmations ne sont cependant corroborées par aucune recherche scientifique.
En effet  la mesure des effets sur la santé de la connexion électrique du corps humain à la terre tient plus de la subjectivité de la douleur, des symptômes et syndromes inflammatoires. De plus ces expériences ne disposent généralement pas de groupe témoin apparié.
Dans les années 2000-2020, aux États-Unis notamment, un groupe d'une douzaine de chercheurs, dont les promoteurs de la méthode eux-mêmes, se sont spécialisés dans l'étude des effets physiologiques de la mise à la terre, avec plus d'une douzaine d'études publiées dans des revues à comité de lecture, mais souvent à partir d'une petit nombre de patients. Une partie d'entre eux a fondé un institut dénommé Earthing Institute se présentant comme voulant « diffuser les connaissances sur la mise à la terre et ses avantages, et de coordonner la recherche sur la mise à la terre ». Selon cet Institut une vingtaine d'études avaient déjà porté sur ce sujet avant 2020, mais la recherche continue.
D'après Paweł Sokal, « la mise à la terre génère des changements immédiats » dans trois phénomènes liés au système nerveux (central et périphérique) :
1. l'électroencéphalographie (EEG) ;
2. l'électromyographie de surface (SEMG), dite « de surface » car les électrodes de recueil du signal sont placées directement sur la peau au regard du muscle à étudier ;
3. les « potentiels évoqués somato-sensoriels » (SEP ou SSEP ou Somatosensory evoked potential pour les anglophones). Les SEP désignent l'activité électrique cérébrale résultant de la stimulation du « toucher », mesurée de manière non invasive (à partir d'un bref impact mécanique sur le bout du doigt, d'un jet d'air sur la peau ou à partir d'une stimulation électrique transcutanée bipolaire appliquée sur la peau sur la trajectoire d'un nerf périphérique (du bras ou de la jambe) dont l'effet est ensuite enregistré à partir du cuir chevelu. Les CEPs sont utilisés pour évaluer le fonctionnement du « système somatosensoriel »[24] (Une anomalie neurologique des CEPs indique ou confirme et aide à localiser une lésion silencieuse, ou des changements qu'il est utile de suivre lors de certaines interventions chirurgicales)[25].

En 2014, Kent Chamberlin et 4 de ses collègues de l'Université du New Hampshire, grâce à un détecteur sensible aux faibles niveaux de basses fréquences, montrent que les courants circulant entre le corps humain (d'une personne couchée sur un tissu recouvrant un matériau conducteur électriquement relié au sol) et la terre sont très faibles (ils se mesurent en nanoampères, et donc bien en deçà des seuils de perception humaine, qui est d'environ 500 microA) mais avec une énorme variation interindividuelle (de deux ordres de grandeur) et selon l'âge et le sexe,,. Les auteurs confirment aussi que l'intensité de ce courant est corrélée avec le mouvement du sujet, et ils précisent : « il ne semble y avoir aucune information contenue dans cet échange, à l'exception d'informations sur le mouvement du sujet » (un témoin lors des expériences était un mannequin de taille humaine, recouvert d'une feuille conductrice d'aluminium).
L'absence de prise en compte de la durée de mise à la terre, et de son degré (autrement dit, du degré de conductibilité/résistance électrique du sol des cages, enclos, etc. ; lors des expérimentations) dans les études (ce qui est généralement le cas) pourrait donc être une source de biais scientifique.
Clinton Ober, ancien homme d'affaires de la télévision câblée et reconverti selon ses dires dans la recherche après un problème de santé et une révélation est le PDG d'EarthFX, une société de recherche et développement située à Palm Springs, Californie. Selon lui, le système immunitaire utilise les globules blancs (appelés neutrophiles) pour libérer des molécules d'oxygène réactives (communément appelées radicaux libres) afin d'oxyder et de détruire les agents pathogènes et les cellules endommagées. Les radicaux libres ont un déséquilibre électronique qui les rend électriquement chargés. Dans leur quête pour trouver un électron libre et le neutraliser, ils peuvent s'attacher à une cellule saine ou lui voler un électron, l'endommageant par la même occasion. La cellule endommagée doit alors être retirée, et le système immunitaire envoie un autre neutrophile pour la traiter, en recommençant tout le cycle. C'est ainsi que l'inflammation chronique (qui provoque des douleurs chroniques et favorise de nombreux troubles de santé) est mise en route. 
La terre dispose d'une réserve infinie d'électrons libres, de sorte que selon lui, lorsqu'une personne est connectée à la terre, ces électrons circulent naturellement entre la terre et le corps, réduisant les radicaux libres et éliminant toute charge électrique statique. La raison pour laquelle la mise à la terre est si puissante est qu'elle empêche l'inflammation de se produire dans le corps, ce qui à son tour prévient les troubles de santé liés à l'inflammation. 
Certains détracteurs, sceptiques dont une ancienne chirurgienne, la Dr Harriet Hall,, estiment que les arguments en faveur de la mise à la terre sont faux, exagérés ou assez vagues pour ne pas pouvoir être vraiment mis à l'épreuve de la science. 
Pour le Dr Steven Novella (Médecin impliqué dans l'analyse critique/sceptique des allégations de médecine alternative), les études sur le sujet sont « typiques du type d'études sans valeur, conçues pour générer des faux positifs - le genre d'études « internes »que les entreprises utilisent parfois pour revendiquer que leurs produits sont « cliniquement prouvés ». En lisant les études individuelles, vous pouvez voir que ce sont toutes de petites études pilotes ou préliminaires avec une méthodologie atroce. Ils ne sont guère plus que la documentation des effets placebo, des résultats subjectifs et de la recherche d'anomalies »
Elle et d'autres critiquent des dérives ou utilisations commerciales de ce concept, ou des liens d'intérêt (non cachés par trois chercheurs : Chevalier, Sinatra et Oschman qui ont signalé dans leur déclaration de conflits d'intérêts être aussi entrepreneurs indépendants pour Earth L. Inc., une  société qui parraine la recherche sur la mise à la terre, dont ils détiennent un petit pourcentage des actions ; chapitre Disclosure.
D'autres critiques portent sur des assertions et promesses thérapeutiques faites par des médecines alternatives reposant sur des notions floues de type New âge, telles que les énergies de la nature primordiale émanant de la Terre aux effets anti-âge, par des auteurs qui présentent la surface de la Terre comme vivante avec des fréquences subtilement palpitantes, voire capable de communiquer avec nos fréquences corporelles, convoquant des notions de Qi et de prana ou de liens avec des champs quantiques relevant de théories classées dans les pseudosciences par la majorité de la communauté scientifique. Autant de concepts qui ne sont pas présents dans les articles scientifiques sur le sujet, mais qu'introduisent certains auteurs dans leurs livres, et notamment dans une vidéo The Living Matrix présentée comme documentaire en 2009, réalisé par Greg Becker, où James Oschman tient des propos contredisant souvent le contenu de ses propres articles scientifiques, notamment celui où  en 2009 il définit la notion de Living Matrix.
Ils reprochent à des auteurs comme Clint Ober (un cadre américain retraité de la télévision câblée, qui pense avoir trouvé une similitude entre le corps humain qui est selon lui un organisme bioélectrique, transmetteur de signaux, et le câble (utilisé pour transmettre les signaux de télévision par câble, et qui cité comme chercheur à plusieurs reprises dans le présent article) des métaphores ou exemples inconsistants (ex : corps humain se comportant comme une antenne, référence au roi-Titan mythologique Antée, invincible tant que ses pieds touchaient le sol, mais vaincu par Hercule qui l'a soulevé du sol. Une présentation des électrons comme s'ils étaient des nutriments, l'affirmation que les animaux sauvages sont moins malades que nous (alors qu'ils sont soumis à une prédation ; selon Ober, quand les câbles[Quoi ?] sont connectés à la terre, les interférences sont pratiquement éliminées du signal. De plus, tous les systèmes électriques sont stabilisés en les connectant à la terre.
Les éventuels changements d'humeur pourraient être dus à un effet placebo.